# Leucania fragilis
Leucania fragilis là một loài bướm đêm trong họ Noctuidae.